# 1926年のテレビ
1926年のテレビにおける日本および世界の出来事は以下のとおり。

## 日本のテレビの出来事
- 1926年（昭和元年）12月25日 - 高柳健次郎、機械・電子折衷式のテレビを開発。ブラウン管による映像の送信・受信に成功した。この時使われた映像はカタカナの「イ」で、送信側にはニポウディスクと光電管を用い、受像側にはブラウン管が使われた[1][2]。

## 世界のテレビの出来事
- 1926年1月26日 - ジョン・ロジー・ベアード、ロンドンの王立学会で、世界で初めてテレビによる動く映像の遠隔生中継に成功。濃淡の映像が走査線30本によりスキャンされ、一秒あたり12.5コマの画像が電送。
- 1926年8月18日 -  アーリントンからワシントンD.C.の国立気象局へ初めて天気図が電送。